# 塞斯納172
塞斯納172型天鷹（Cessna 172 Skyhawk）是一個單引擎四座位的小型飛機，是受歡迎的教練機。1956年至今生產已超過42,500架。

## 發展

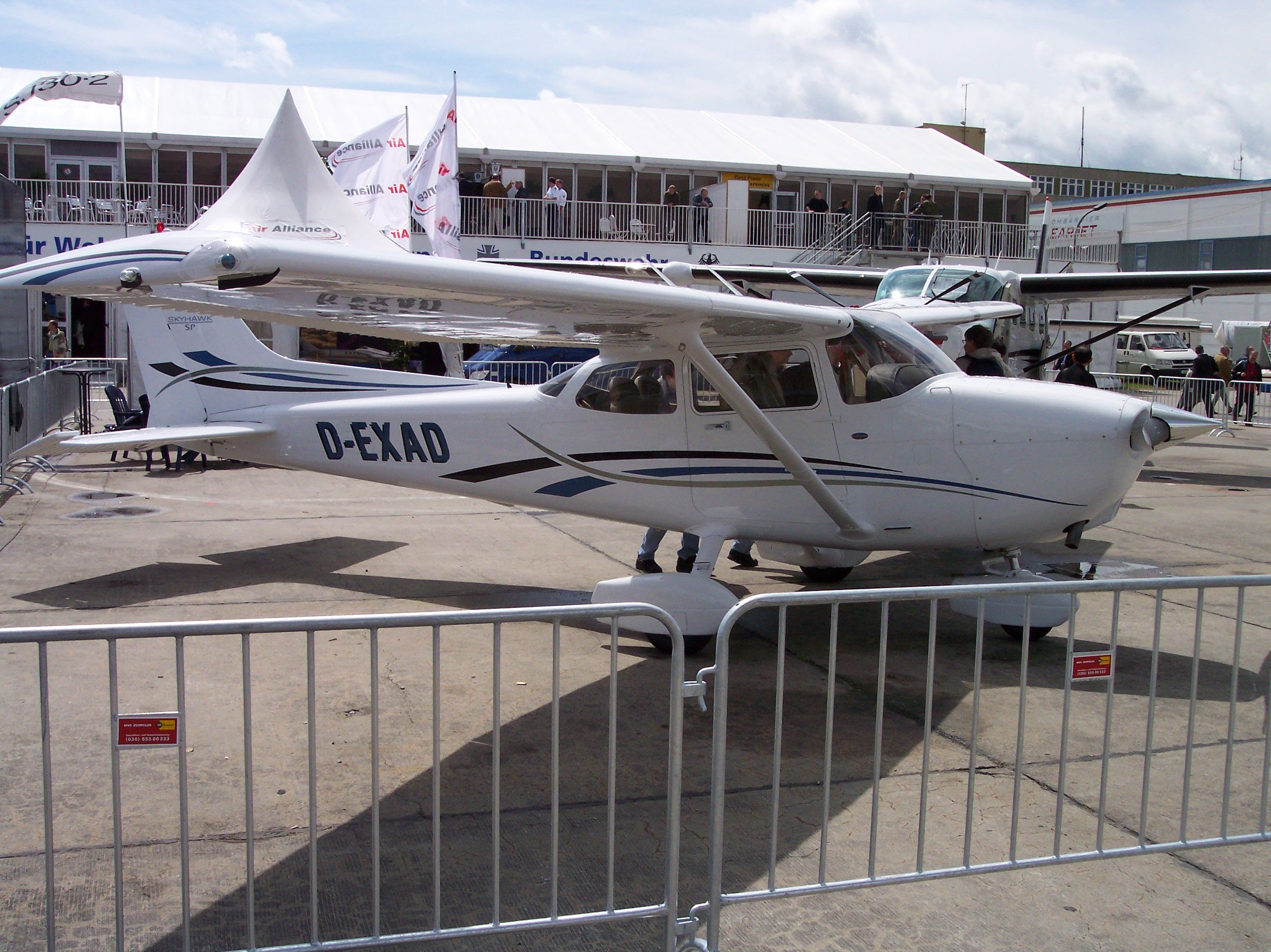
C-172空中之鷹

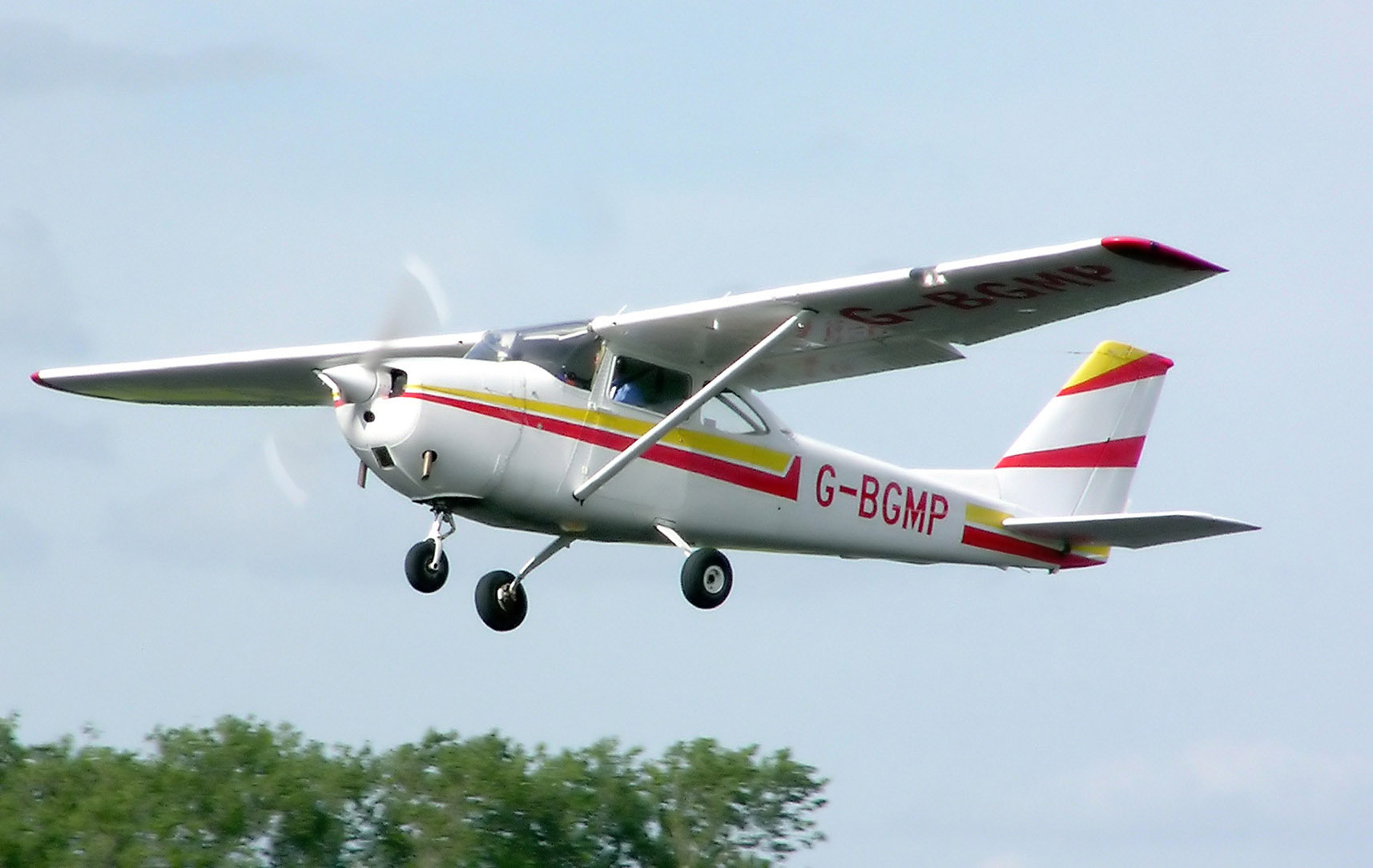
C-172G

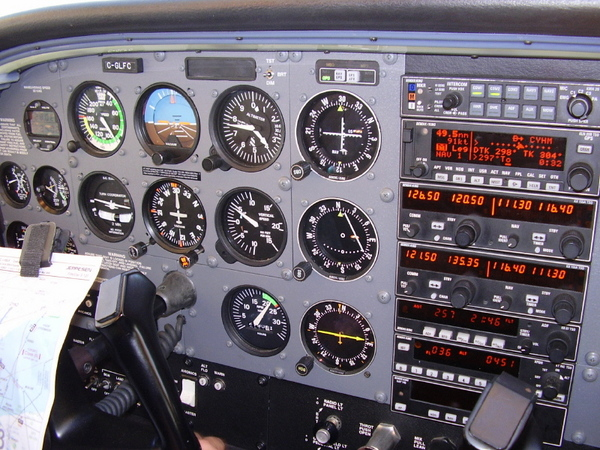
塞斯納 172R 傳統式儀表板 C-GLFC

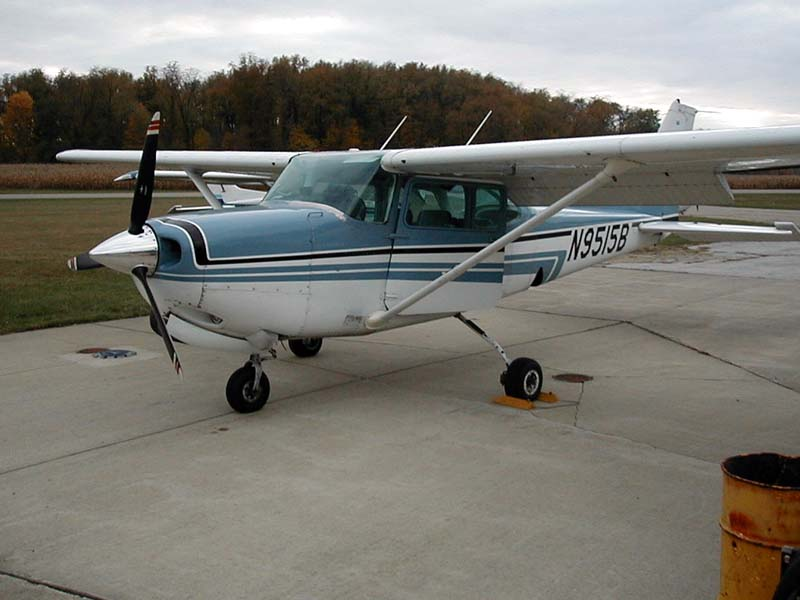
塞斯納 172RG

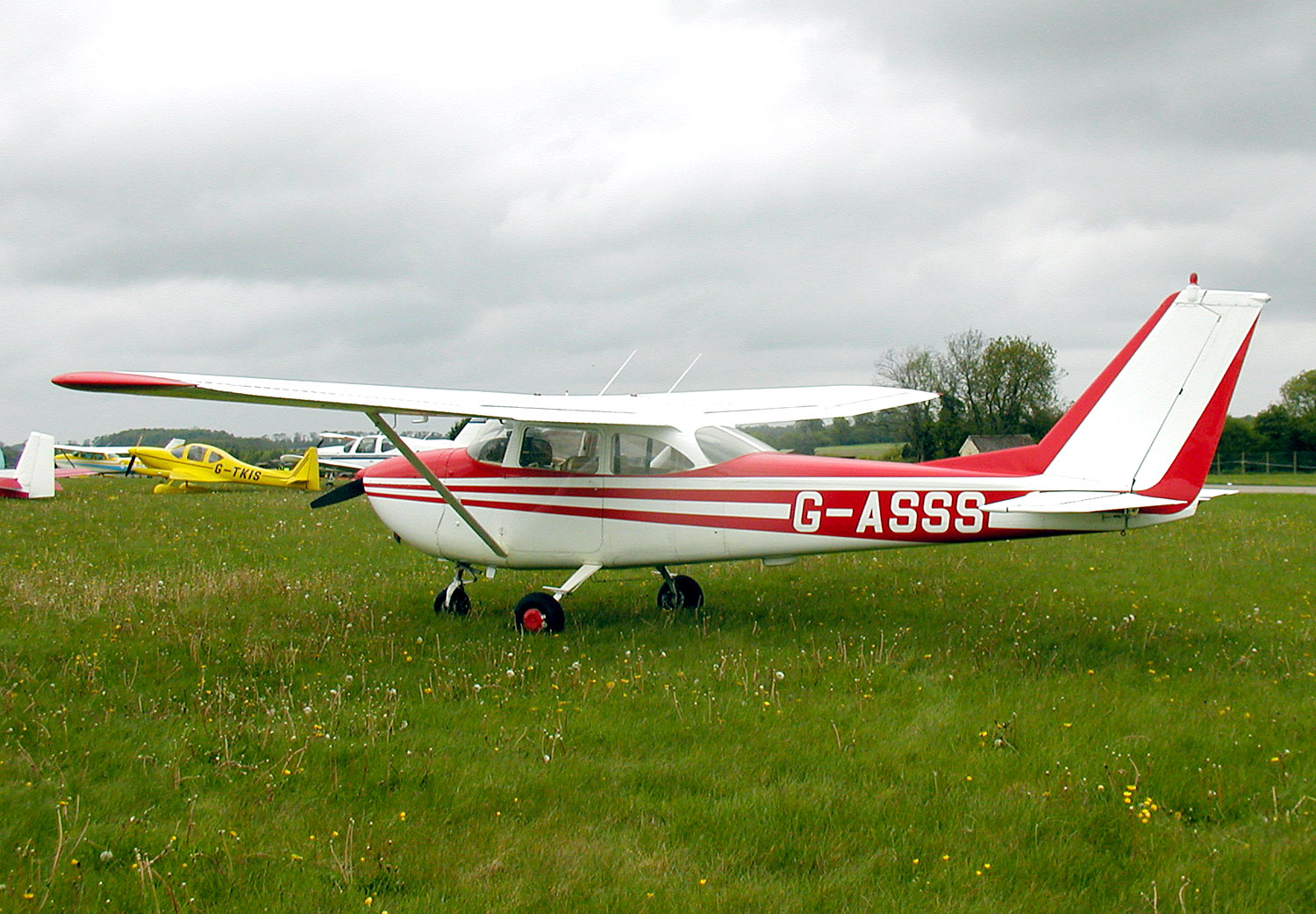
塞斯納 172E

塞斯納C-172是歷史上最成功生產量最多的小型飛機。首架飛機於1956年交付，其主要競爭對手是Beechcraft的Musketeer ，Piper的Cherokee及Grumman公司的AA-5系列。

### 初期
早期的C-172參照塞斯納C-170及標準的三輪傳動裝置飛機，單是在1956年已出售超過1400架。早期的172型與170型十分相似，具有相同機身，最大起飛重量為2200磅。後來重新設計成前三點起落架，增加後窗以改良飛行員的視野，成為一架能夠360度觀察四周環境的飛機。

### 中期
C-172A引入了可移動的尾翼及方向舵及向後傾的機尾，而172B則改變了儀器設備，從此型號開始得到空中之鷹的稱號。172D降低了機身的高度，172F加入了電力襟翼。在1968年，塞斯納公司開始停產初期的172型，並設計了172J型，而172J型將會成為全新的塞斯納C-177。後來由於塞斯納取消了與引擎公司的合約，塞斯納C-172J需要重新更換引擎。引擎由原來的145馬力更換為150馬力。

### 後期
C-172R於1996年投產，推力為160馬力，最大起飛重量提升至2450磅。172R型是現代化的小型飛機，加入了標準的無線電設備及隔音設備。C-172SP型是172系列最現代化的機型，於1998年投產，推力為180馬力，比R型高出20馬力，最大起飛重量提升至2550磅，此型號能加裝G1000玻璃駕駛艙。

## 軍用
T-41是C-172的衍生型號，廣泛地被美國空軍及美國陸軍用作教練機，於1997年停產。
T-41的使用國包括：
- 哥倫比亞
- 菲律賓
- 泰國
- 美國
- 土耳其
- 希臘
- 烏拉圭

## 著名C-172飛行員

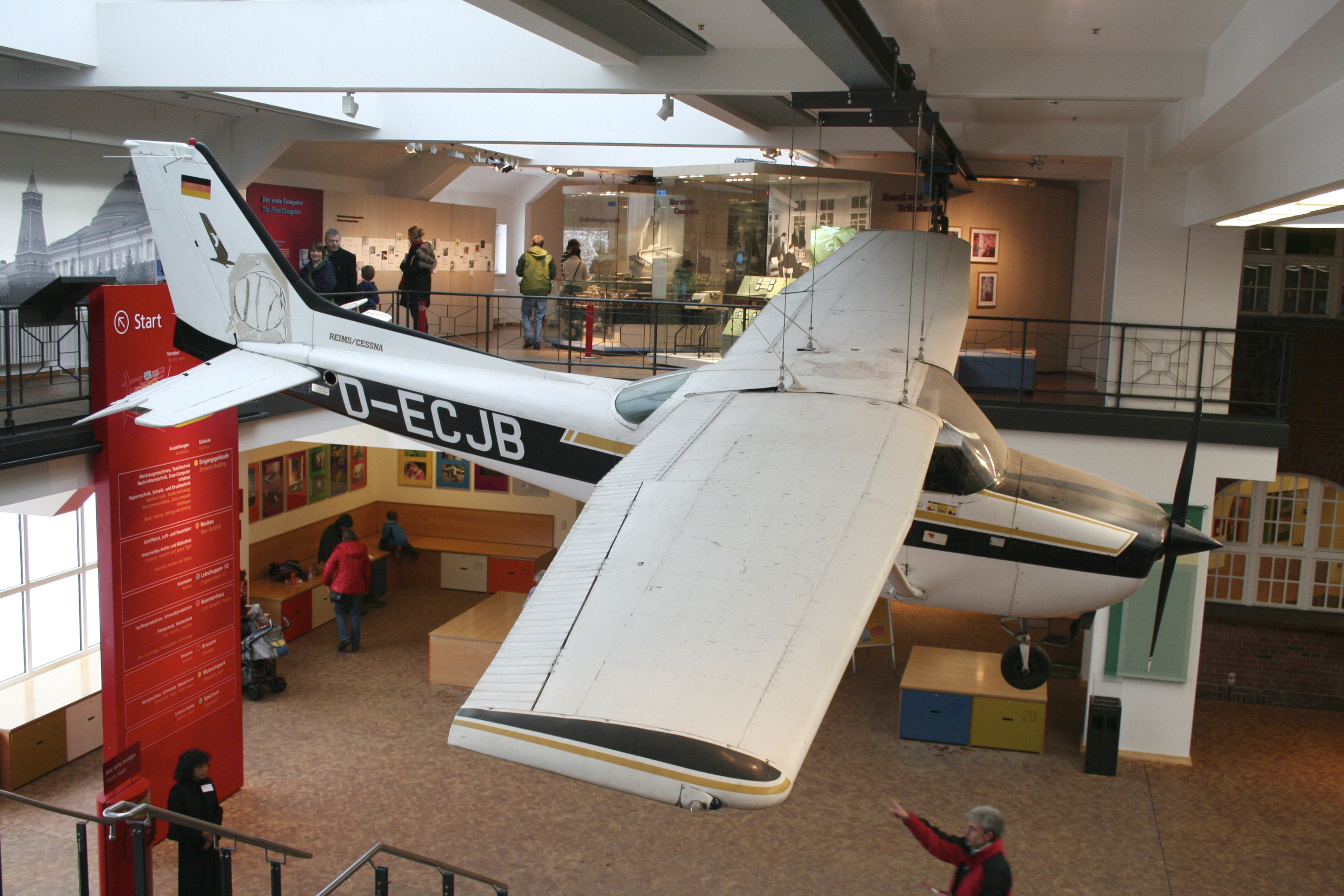
馬蒂亞斯.魯斯特駕駛的塞斯納172飛機

- 1987年，一名年輕西德飛行員馬蒂亞斯·魯斯特租了一架C-172，在沒有許可的情況下由赫爾辛基飛至蘇聯上空並降落於紅場附近，途中蘇聯空軍雖發現但未阻止，這便是著名的紅場事件。

- 2002年1月5日，美國高中學生查理·J·比索偷取了一架C-172飛機並墜毀於佛羅里達州坦帕的美國高塔銀行附近，而他本人也在此事件中死亡。

## 流行文化
- 1976年上映的日本电影《追捕》（君よ憤怒の河を渉れ）中，杜丘冬人（高倉健飾）驾驶C-172R从北海道飞回本州。

## G1000
G1000玻璃駕駛艙於2005年安裝在172R及172SP上。G1000取替了傳統的儀表，改由兩個12吋液晶螢幕顯示器。這使了飛行員在操作上更加方便，而兩個液晶螢幕顯示器是可以互相轉換的。在正常設計中，左方液晶螢幕顯示器是用來顯示高度、速度以及姿態的主要飛行儀器（PFD，primary flight display）及。而右方的則用作多功能顯示（MFD，multi-function display）。

## 性能（172R）
参考资料：Quest for Performance
基本信息
- 机组：1 人
- 容量：3 人
- 翼型：NACA 2412

性能

## 外部連結
- 塞斯納製造商首頁 （页面存档备份，存于）